# Villa Emilio Carranza
Villa Emilio Carranza är en ort i Mexiko.   Den ligger i kommunen Vega de Alatorre och delstaten Veracruz, i den sydöstra delen av landet, 270 km öster om huvudstaden Mexico City. Villa Emilio Carranza ligger 65 meter över havet och antalet invånare är 5 887.
Terrängen runt Villa Emilio Carranza är kuperad åt sydväst, men åt nordost är den platt. Runt Villa Emilio Carranza är det ganska tätbefolkat, med 54 invånare per kvadratkilometer. Närmaste större samhälle är Vega de Alatorre, 7,5 km nordväst om Villa Emilio Carranza. Omgivningarna runt Villa Emilio Carranza är en mosaik av jordbruksmark och naturlig växtlighet.